# Demain tu te maries (arrête, arrête, ne me touche pas)
«Demain tu te maries (arrête, arrête, ne me touche pas)», en Español; Mañana te casas (alto, alto, no me toques), es el nombre de una canción escrita e interpretada por Patricia Carli, lanzada en 1963.

## Contenido
La canción fue interpretada y escrita por la misma Patricia Carli quien llevaba poco tiempo con su contrato con la discográfica o sello de disco francés, Bel Air. Fue uno de los éxitos principales de Carli, ya que tuvo una gran venta de copias en Francia, y varios países de Europa.
El contenido principal abarca la vida de la cantante quien está dispuesta a dejar a su amante, el cual muy pronto celebraría su matrimonio con otra mujer y es la razón por la que esta le pide que no la toque.

## Clasificaciones
Después de una semana de su lanzamiento en 1963, la canción consigue el puesto 15 de 45 tours.
El álbum fue uno de los más vendidos de Francia e incluso reconocido como uno de los principales éxitos de Carli junto a Je' suis a toi, canción por el cual había ganado en el Festival de San Remo, en 1964 junto a Gigliola Cinquetti.

## Vases también
- Patricia Carli